# Hoylake Golf Club
Hoylake Golf Club is een golfclub in Hoylake in het graafschap Merseyside in Noordwest-Engeland.
In 1933 werd door enkele mannen besloten een eigen club op te richten, die Hoylake zou heten, en ook op de gemeentelijke golfbaan zou spelen net als de Grosvenor Grange Ladies Golf Club. Deze damesclub was een afscheiding van de Royal Liverpool Golf Club, die hiermee een eigen baan hadden waar de dames ongehinderd en onbeperkt konden spelen. De Liverpool GC had hiervoor grond gekocht en een 9 holesbaan voor hun dames aangelegd. 
Dertig jaar later werd de baan uitgebreid tot 18 holes met behulp van James Braid. Zijn ontwerp is weinig veranderd, alleen de volgorde van de holes is gewijzigd zodat je nu na 9 holes weer bij het clubhuis uitkomt.